# 玛尔塔·邦格
玛尔塔·邦格（Marta Bunge，1938年10月31日—2022年10月25日，原姓卡瓦洛），是阿根廷—加拿大双重国籍意大利裔数学家，专攻范畴论。她是麦吉尔大学的荣休数学教授。
玛尔塔·邦格的父亲里卡多·卡瓦洛是土木工程师，母亲名为玛丽亚·特雷莎。
玛尔塔·邦格在旁听马里奥·邦格的课时与他相识，两人于1958年底私奔结婚。1966年，玛尔塔·邦格获得宾夕法尼亚大学的数学博士学位。之后，她在麦吉尔大学做博士后并任教。她后来成为了加拿大归化公民，并于2003年作为正教授荣休。
玛尔塔·邦格育有一子一女，分别名为埃里克（建筑师）和西尔维娅（心理学家）。2022年，她在纽约离世。
马里奥·邦格过世后，玛尔塔·邦格成为其思想继承人。她承担了运费，将马里奥·邦格的藏书捐赠给阿根廷国家图书馆。在得知马里奥·邦格的《辩论中的社会科学》（Social Science under Debate）中译本会遭到删减和改动后，她表达了强烈反对，并指出“马里奥的书有多种语言的译本，从没有人提出过任何改变的要求”。在她的强烈反对下，这本书的中译本出版计划最终被取消了。